# NHL 10
NHL 10 è il diciottesimo videogioco prodotto dalla Electronic Arts, riguardante l'hockey su ghiaccio, parte della serie NHL. NHL 10 è disponibile per PlayStation 3 e Xbox 360. La sua data di pubblicazione è stata il 15 settembre 2009 per il Nord America e il 18 settembre 2009 per l'Europa. L'EA sfrutta molto l'alta qualità dei motori grafici delle console e della risoluzione delle tv ad alta risoluzione, per sfoggiare una grafica di alto livello.

## Novità presenti nel gioco
Anche in questa versione, visto il ridotto numero di acquirenti di lingua italiana, il gioco non è stato prodotto in italiano.
Le maggiori novità di gioco sono:
- Battle on the Boards: (Battaglia alla balaustra) la possibilità di battersi per il puck attaccato alla balaustra bloccando l'avversario.
- Intimidation Tactics: (Tattica di intimidazione) si potrà istigare i giocatori avversari per far loro perdere il controllo del puck e per fargli fare fallo. I giocatori che si istigano frequentemente diventeranno antagonisti e si colpiranno a vicenda.
- Post-Whistle Action: (Azioni da dopo-fischio) Sarà possibile terminare check, istigare o litigare dopo il fischio dell'arbitro.
- New First Person Fighting Engine: (Combattimenti in prima persona) I combattimenti tipici dell'hockey 1-1 si faranno in prima persona.
- Spectacular Goals: (Reti spettacolari) Sono state aggiunte nuove possibilità di fare rete.
- New Precision Passing: (Passaggi di precisione) Un nuovo meccanismo di passaggio a 360° per permettere migliori passaggi.
- Improved Goalie Intelligence: (Miglioramento dell'intelligenza dei portieri) I portieri si posizioneranno in maniera più intelligente, reagiranno ai tiri in maniera più rapida e prenderanno i dischi in aria.
- Interactive Atmosphere: (Atmosfera interattiva) Il pubblico è stato reso in maniera più reale e reagiranno più fluidamente.
- GM Mode: (Modalità GM) Il giocatore potrà improvvisarsi General Manager di talenti, vendendo e acquistando giocatori, facendoli crescere e guodagnandone soldi.
- Battle for the Cup Mode: (Battaglia per la coppa) Sarà possibile battersi per la coppa Stanley in serie di play-off di 1, 3, 5 o sette partite a eliminazione. Alla squadra vincitrice verrà assegnata la Stanley Cup.

### Modalità 'Be a Pro'
NHL 10 include, come le precedenti versioni, la modalità definita 'Be a Pro' che permette di creare il proprio giocatore (Giocatore o Portiere) e di guidarlo nella propria carriera (partendo dalla AHL), giocando le partite (compreso il restare in panchina o nei penalizzati), e sperare di poter giocare un giorno nella propria squadra di NHL.

### Team
Molti i team con cui giocare a partire dalla NHL, la AHL, la DEL e l'Extraliga, la Elitserien, la lega nazionale svedese e la SM-liga (la lega nazionale finlandese). E da quest'anno anche la Swiss Hockey League.

### Commento
Il commento durante la fase di gioco è ancora una volta svolta da Gary Thorne e Bill Clement.

### Versione per PlayStation 3
La versione per PlayStation 3 va aggiornata per giocare in internet alla versione 1.01 e sono presenti i trofei.